# دانيال توث
دانيال توث (بالألمانية: Daniel Toth)‏ (10 يونيو 1987 بفيينا في النمسا - ) هو لاعب كرة قدم نمساوي في مركز الوسط. شارك مع منتخب النمسا تحت 19 سنة لكرة القدم ومنتخب النمسا تحت 21 سنة لكرة القدم. أما مع النوادي، فقد لعب مع أدميرا فاكر مودلينغ ونادي رييد وSC Neusiedl am See 1919 ‏.

## وصلات خارجية
- دانيال توث على موقع قاعدة بيانات كرة القدم.إي يو (الإنجليزية)
- دانيال توث على موقع Soccerway.com (الإنجليزية)
- دانيال توث على موقع عالم كرة القدم.نت (الإنجليزية)